# Кротова, Александра Фокеевна
Александра Фокеевна Кротова (6 мая 1911, с. Красногорское, Верхотурский уезд, Пермская губерния — 2000, Свердловская область) — колхозница, свинарка колхоза имени Энгельса Верхотурского района Свердловской области. Герой Социалистического Труда (1958).

## Биография
Родилась в 1911 году в крестьянской семье в селе Красногорское Верхотурского уезда Пермской губернии (ныне — городской округ Верхотурский Свердловской области).
Трудовую деятельность начала в 13-летнем возрасте. Работала в хозяйстве своих родителей, потом вступила в колхоз (позднее — совхоз «Красногорский»), который был организован в её родном селе. Проработала в этом хозяйстве свинаркой до выхода на пенсию в апреле 1966 года.
В 1957 году получила в среднем по 22 поросёнка от каждой свиноматки.
Указом Президиума Верховного Совета СССР от 8 марта 1958 года за выдающиеся успехи, достигнутые в увеличении производства молока и мяса и сдачи государству сельскохозяйственных продуктов удостоена звания Героя Социалистического Труда с вручением ордена Ленина и золотой медали «Серп и Молот».

## Награды
- Герой Социалистического Труда — указом Президиума Верховного Совета СССР от 8 марта 1958 года
- Орден Ленина